# تپه امامزاده خراس
تپه امامزاده خراس مربوط به دوران‌های تاریخی پس از اسلام است و در شهرستان قزوین، بخش مرکزی، روستای خراس واقع شده و این اثر در تاریخ ۲۵ اسفند ۱۳۸۰ با شمارهٔ ثبت ۵۵۸۱ به‌عنوان یکی از آثار ملی ایران به ثبت رسیده است.